# Welttoilettentag

Logo des Welttoilettentages

Als Welttoilettentag wurde der 19. November erstmals 2001 von der Welttoilettenorganisation ausgerufen. Am 24. Juli 2013 hat die Generalversammlung der Vereinten Nationen einstimmig, auf Vorschlag Singapurs, den 19. November zum Welt-Toiletten-Tag als Welttag der Vereinten Nationen erklärt, im Kampf für Sanitäranlagen. Hintergrund ist das Fehlen ausreichend hygienischer Sanitäreinrichtungen für mehr als 40 Prozent der Weltbevölkerung und dadurch bedingt verschmutztes Wasser sowie wasserbürtige Krankheiten, was gesundheitliche und sozio-ökonomische Folgen nach sich zieht. Mehr als 2,5 Milliarden Menschen leben laut Vereinten Nationen (UN) ohne eine ausreichende Sanitärversorgung. Betroffen sind vor allem die ärmere Bevölkerung auf dem Land und Bewohner von Slums und schnellwachsenden Siedlungen in Städten.

## Funktion und Ziele
Die Welttoilettenorganisation veranstaltet seit 2001 jährlich auch den World Toilet Summit. 2006 fand diese große Begleitveranstaltung zum Welttoilettentag in Bangkok unter dem Motto „Happy Toilet, Healthy Life“ statt.
Der Welttoilettentag soll die Verantwortlichen in Politik und Wirtschaft wachrütteln. Vor allem, indem er Tabus beseitigt, um Verdrängungsmechanismen gegenüber den weltweit verbreiteten sanitären Unzulänglichkeiten auszuhebeln. Von den nationalen Regierungen wird gefordert, mindestens drei Prozent ihrer Ausgaben für Sanitär- und Wasserversorgung aufzuwenden, aber auch die Korruption im Wassersektor zu bekämpfen. Alleine durch Bestechung und Bestechlichkeit verschwinden, so wird geschätzt, zwei Milliarden US-Dollar jährlich in zweifelhaften Geldkanälen statt zur Lösung der Probleme beizutragen, etwa indem in alternative Sanitär- und Wassertechnologie investiert wird.

## Kritik an herkömmlichen Sanitärkonzepten
Konventionelle dezentrale Abwassersysteme wie Latrinen und Sickergruben sind dagegen vor allem bei weiter steigenden Siedlungsdichten kaum noch realisierbar und führen zudem zum Teil zu erheblichen Grundwasserbelastungen. Grundsätzlich gehen in konventionellen Entsorgungssystemen die in menschlichen Ausscheidungen enthaltenen, für die Landwirtschaft und damit die Lebensmittelproduktion wertvollen Nährstoffe wenigstens teilweise verloren.
Konventionelle zentrale Abwasserentsorgungsverfahren wie die in den Industriestaaten weit verbreitete Schwemmkanalisation mit den nachgeschalteten mehrstufigen Kläranlagen verlangen aufgrund der großdimensionierten Kanalisationsbauwerke hohe Investitionen. Aufgrund ihres hohen Wasserverbrauchs, der die befürchtete Wasserkrise noch verschärfen würde, und der enormen Investitions- und Betriebskosten kommen sie nicht als flächendeckende Lösung für z. B. aride Entwicklungsländer in Frage. Auch aus ökologischen Gründen geraten sie zunehmend unter Kritik, da einerseits eine Düngung mit Klärschlamm (der neben den Pflanzennährstoffen auch Schwermetalle und Umweltchemikalien enthält) zu neuen Umweltproblemen führt, andererseits weder alle Umweltchemikalien noch alle Krankheitserreger bei der konventionellen (aeroben) Abwasserbehandlung zurückgehalten werden können, so dass die Einträge aus den Kläranlagen im Fluss für die unterhalb wohnenden Menschen zu weiteren gesundheitlichen Problemen oder erheblichen Nutzungseinschränkungen führen.